# Damjan Fras
Damjan Fras (* 21. Februar 1973 in Ljubljana) ist ein ehemaliger slowenischer Skispringer.

## Werdegang
Fras begann 1980 mit dem Skispringen. Ab 1990 war er im Weltcup und Kontinentalcup aktiv. In seiner Karriere errang er mehrere Medaillen bei Weltmeisterschaften und Olympischen Spielen.
Sein Weltcupdebüt gab der damals gerade 17 Jahre alte Slowene am 24. März 1990 auf der Heimschanze in Planica. Nur eine Woche später konnte Fras bei der Junioren-WM in Štrbské Pleso für Jugoslawien Bronze in der Mannschaft erringen. Im folgenden Jahr gewann er am 9. März 1991 bei der Junioren-WM in Reit im Winkl Bronze im Einzel-Bewerb, Gold holte damals Martin Höllwarth für Österreich. Seine erste volle Weltcup-Saison bestritt er in der Saison 1991/92. Wegen seiner konstanten Leistungen durfte er auch an den Olympischen Spielen in Albertville teilnehmen, wo er auf der Großschanze den 42. Rang belegte. Danach wurde es eher ruhig um den jungen Slowenen.
In den Jahren 1993–1998 sprang Fras vorwiegend im Kontinentalcup. Von 1994 bis 1997 belegte er in der Gesamtwertung die Ränge 20, 32, 15 und 58. 1998 gelang ihm schließlich endlich der Durchbruch: Mit Rang 3 in der Gesamtwertung hinter Alexander Herr und Falko Krismayr empfahl sich der damals 25-Jährige wieder für den Weltcup. Als einer der Leistungsträger gelang es ihm bei der Weltmeisterschaft 1999 in der Ramsau mit Slowenien den 5. Rang zu erreichen. Weiters gelang es ihm, sich sowohl auf der Klein- als auch auf der Großschanze für das Finale der besten 30 zu qualifizieren. Im Jahr 2000 folgte dann auch die erste Teilnahme an einer Skiflug-WM, bei der er den 45. Rang belegen konnte. In der gleichen Saison erreichte er auch sein erster Top-10-Platz (9. in Iron Mountain). In der Saison 2000/2001 gelingen ihm neben einem 5. Rang beim Springen in Innsbruck die 5. und 6. Ränge mit dem Team bei der WM in Lahti. Im Sommer 2001 konnte er schließlich mit einem 6. Endrang im Sommer-Grand-Prix endgültig den Anschluss an die Weltspitze schaffen.
Nach einer starken Saison wurde Damjan Fras durch den Gewinn von Olympiabronze am 18. Februar 2002 im Team zusammen mit Primož Peterka, Robert Kranjec und Peter Žonta zu einem der erfolgreichsten slowenischen Skispringer. In der darauffolgenden Saison konnte er wieder mit einigen Spitzenpositionen auf sich aufmerksam machen. Durch gute Platzierungen qualifizierte er sich für die Weltmeisterschaft, wo er schlussendlich auf der Normalschanze Rang 35 belegte. Aufgrund mäßiger Ergebnisse in der Saison 2003/04 wurde er im Januar 2004 in den Skisprung-Continental-Cup versetzt. 2006 bestritt er seine letzten Einsätze im Rahmen des Continental Cups, bevor er dann 2008 seine aktive Skisprungkarriere beendete.
Fras lebt heute mit seiner Frau und seinen beiden Kindern in Ljubljana.

## Erfolge

### Weltcupplatzierungen
| Saison  | Platz | Punkte |
| ------- | ----- | ------ |
| 1997/98 | 85    | 5      |
| 1998/99 | 56    | 34     |
| 1999/00 | 41    | 74     |
| 2000/01 | 47    | 66     |
| 2002/03 | 27    | 153    |
| 2003/04 | 33    | 156    |
| 2004/05 | 65    | 11     |